# Goloboffia
Goloboffia vellardi es una especie de araña migalomorfa de la familia Migidae. Es el único miembro del género monotípico Goloboffia. Es originaria de Chile, donde se encuentra en la Región de Coquimbo.

## Etimología
El género fue nombrado en honor de Pablo A. Goloboff y la especie por Jehan Albert Vellard.